# Сагаев, Любомир
Любомир Константинов Сагаев (12 января 1917, Пловдив, Третье Болгарское царство —
28 октября 2001, София, Болгария) — болгарский музыковед
, музыкальный критик, публицист, прозаик. Заслуженный деятель искусств Болгарии (1977). Член Союза болгарских композиторов.

## Биография
Сын Константина Сагаева, болгарского писателя и театрального деятеля, основателя первой болгарской драматической школы. Брат Димитра Сагаев (1915—2003), композитора, дирижёра, музыкального педагога.
В 1941 году окончил Болгарскую государственную консерваторию. Ученик П. Владигерова и В. Стоянова. Во во время учёбы работал пианистом в Театре «Одеон» и концертмейстером в Национальной опере в Софии.
С 1945 по 1951 год — музыкальный редактор на «Радио София». С 1951 года начал работать в Софийской государственной филармонии: сначала художественным секретарём (до 1956 года), затем с 1961 по 1973 год — её директором. С 1973 по 1977 год — руководил Болгарским культурным центром в Варшаве (Польша).
Занимался общественной деятельностью. Был оргсекретарём Союза болгарских композиторов (1958—1961) и вице-президентом с 1980 года.
Музыкальный критик, публицист, популяризатор классической музыки в Болгарии. Автор ряда ряда исследований в области истории болгарской музыки. Его перу принадлежит около 200 статей, нескольких коротких очерков о болгарских и зарубежных композиторах, большое количество радиопередач, брошюр, статей с музыкальной критикой, а также нескольких монографий:
- Българско оперно творчество", София, «Наука и изкуство», 1958,
- «Маестро Георги Атанасов», София, «Наука и изкуство», 1960,
- «Книга за операта», София, «Наука и изкуство», 1964,
- «Съвременно българско оперно творчество», 1974.
- «Българската култура — древна и съвременна», 1978
- «Книга за балета», 2006